# Arkadi Roudakov
Arkadi Vladimirovitch Roudakov - en russe Аркадий Владимирович Рудаков, et en anglais Arkady Rudakov - (né le 19 décembre 1946 en URSS - mort le 23 mai 1995) est un joueur professionnel de hockey sur glace russe. Il a été assassiné dans son appartement dans des circonstances inconnues.

## Carrière de joueur
Formé au Metallourg Serov, il commence sa carrière en 1964. De 1967 à 1975, il rejoint l'Avtomobilist Sverdlovsk. Avec le HK Spartak Moscou, il remporte le championnat d'URSS 1976 avant de revenir un an plus tard à Sverdlovsk jusqu'en 1978. Puis, il porte une nouvelle fois les couleurs du Spartak avant de partir en 1981 à Vienne dans le club du WAT Stadlau qui joue dans le championnat d'Autriche. En 1984, il met un terme à sa carrière après deux saisons au Torpedo Iaroslavl. Il a inscrit 159 buts en 344 matchs en élite soviétique.

## Trophées et honneurs personnels
Championnat d'URSS
- 1980 : élu sur la meilleure ligne (Viktor Chalimov - Arkadi Roudakov - Boris Aleksandrov).